# Uri Shevah
Uri Shevah (sau Uri Shevach,în ebraică,אורי שבח, născut în 1951 la Holon) este un cântăreț israelian, care a fost activ în domeniul genului muzicii ușoare "orientale" sau "israelo-mediteraniene", mai ales în anii 1970-1980. 
Născut la Holon într-o familie de evrei originari din Yemen, Uri Shevah și-a început cariera muzicală la începutul anilor 1970 ca solist al ansamblului de divertisment al Brigăzii de parașutiști. După terminarea serviciului militar s-a evidențiat prin succesele sale în cadrul Festivalului cântecului și șlagărului în stil oriental „La'mnatzéah Shir Mizmor”.
La Festivalul organizat în 1971 a interpretat cântecul lui Avihu Medina, Oneg Shabat (Plăcerea Shabatului), iar în anul următor s-a plasat pe locul întâi cu melodia lui Amos Meller "Ir kalá" (Oraș mireasă). În 1973 a câștigat premiul al treilea cu Shir saméah (Cântec vesel) scris de Avihu Medina, iar în 1974 iarăși premiul întâi cu cântecul „Eretz Ahuvá”  (Țară iubită) compus și scris tot de Medina.
Până în acel moment el înregistrase două albume cu șlagăre ale festivalului și cântece suplimentare ca „Yaakov ve Esav” (Iacob și Esau), „Laner ulavsamim” (O lumănare și miresme) etc.
În 1976 a compus cântecul Pizmon Haagudá care s-a plasat pe locul al doilea în interpretarea duoului Haamranim. Cântecul a devenit șlagăr și a fost inclus în albumul său „Ashrei Haish” (Fericit acel om) lansat în acelaș an. 
La începutul anilor 1980 Uri Shevah a înregistrat albumul „Olam yafè” (Lume frumoasă) cuprinzând melodii de Avihu Medina, între care Láila beKahir (Noapte la Cairo) , Betikvá el Hamahar (Cu speranță în ziua de mâine), și Mazalot (Zodii) care fusese la origine interpretat de Reuven Erez la Festivalul cântecului israelian în stil oriental. Albumul cuprindea și cântece în graiul evreilor iemeniți, pe text de poetul și rabinul Shalom Shabazi și cântece pe texte liturgice tradiționale și cu muzica compusă de el însuși și de Medina.  
Mai târziu Uri Shevah s-a apropiat de ultraortodoxia iudaică, și a adoptat un stil de viață bigot, micșorându-și activitatea muzicală.
De atunci a mai înregistrat albumele Odhá, Masoret mibeit abba, Lahar Moriya, Mode ani, la ultimele două contribuind și fiul său Ran. 

## Discuri CD
- Ashrei Haish (Ferice de acela)
- Odhá (Mulțumescu-ți)
- Masoret mibeit abba (Tradiție din casa lui tata)
- Lahar Moriya (La Muntele Moria)
- Modè aní (Mulțumesc)

## Legături exterioare
- „Laner ulivsamim” -„O lumânare și miresme”, cântec de pahar la sfârșitul Sâmbetei ,pe situl You tube
- „Mipi El” - „Din gura lui Dumnezeu” - pe saitul you tube

1. ↑   https://he.wikipedia.org/wiki/%D7%90%D7%95%D7%A8%D7%99_%D7%A9%D7%91%D7%97 Lipsește sau este vid: |title= (ajutor)